# 福克斯里格爾山
47°05′15″N 15°29′45″E / 47.0874203°N 15.4957968°E

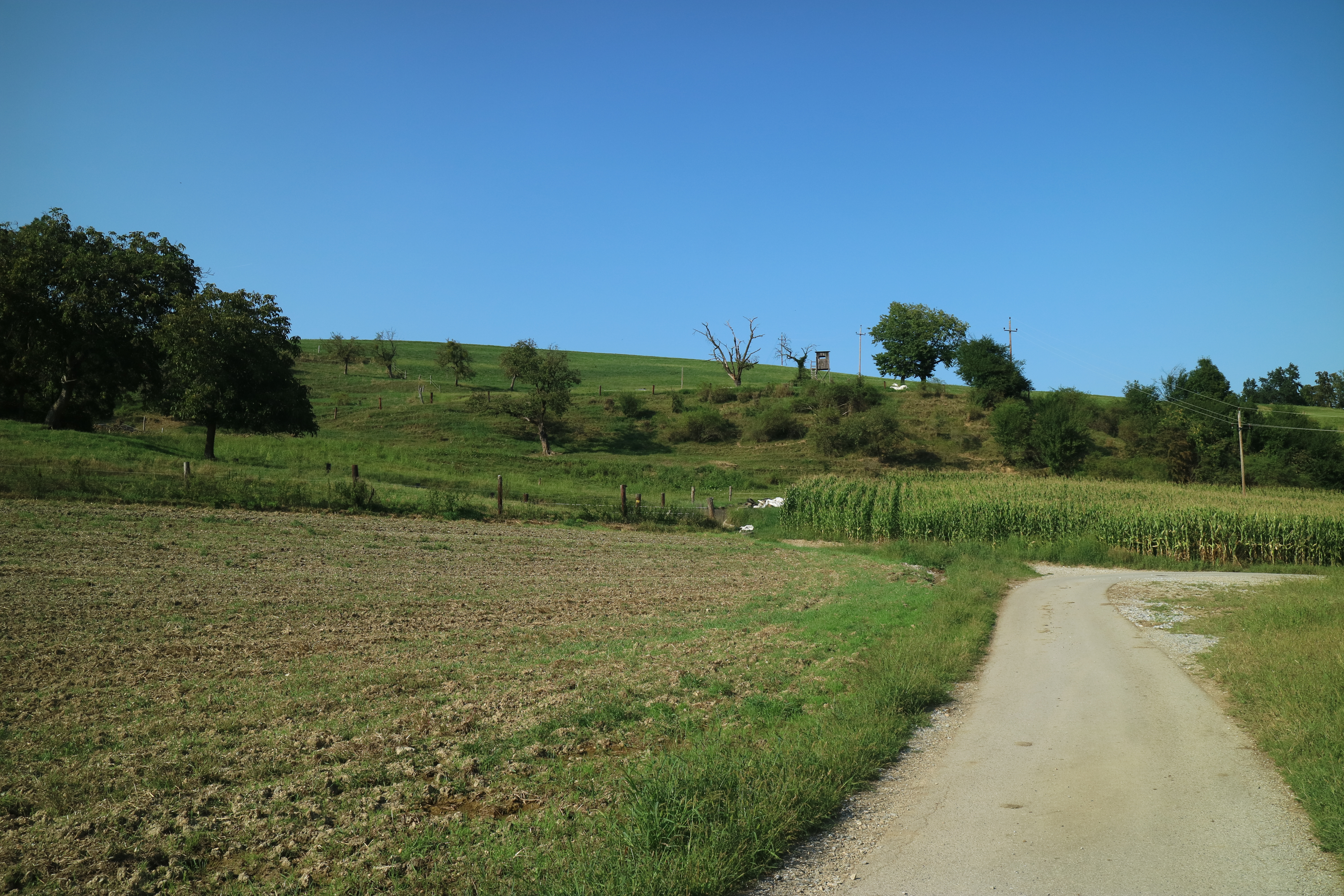

福克斯里格爾山（德語：Fuchsriegel），是奧地利的山峰，位於該國東南部，由施泰爾馬克州負責管轄，海拔高度501米，每年平均降雨量1,475毫米，山體在中新世時期形成。